# Urban V
Urban V, född Guillaume de Grimaud 1310 i Grizac i Languedoc, död 19 december 1370 i Avignon, var påve från den 28 september 1362 till sin död, 19 december 1370. Urban V saligförklarades 1870 av påve Pius IX. Hans minnesdag firas den 19 december.

## Akademisk och kyrklig verksamhet
Guillaume de Grimoard föddes på slottet Grizac i Languedoc, Frankrike, och tillhörde en släkt inom riddaradeln. Han inträdde tidigt i benediktinorden som munk i priorsklostret i Chirac, nära hans födelsehem. Han skickades till abbotklostret Saint-Victor i Marseille för sitt novitiat. Efter att ha avlagt ordenslöften där återvände han till Chirac, för att prästvigas 1334.
De Grimoard studerade teologi och kanonisk rätt vid universiteten i Montpellier, Toulouse, Paris och Avignon. Han disputerade 1342 och Catholic Encyclopedia beskriver honom som "en av de bästa kanonisterna av sin samtid". Han innehade professurer vid universiteten Montpellier, Toulouse och Paris.
Parallellt med sin akademiska verksamhet gjorde de Grimoard karriär inom kyrkan och benediktinerorden. Innan han avlade doktorsgraden var han för en tid verksam vid benediktinerordens moderkloster Cluny. Han utsågs till generalvikarie i de båda stiften Clermont och Uzès, sedan till prior av klostret Notre-Dame du Pré. År 1352 utsågs de Grimoard till abbot av klostret Saint-Germain i Auxerre av påve Clemens VI.
 

Påve Innocentius VI överförde honom till uppdraget som abbot av hans gamla kloster Saint-Victor i Marseille 1361. Som abbot fick han också ett flertal diplomatiska uppdrag för Heliga stolen, med uppdrag i bland annat stadsstaten Milano och kungariket Neapel. 

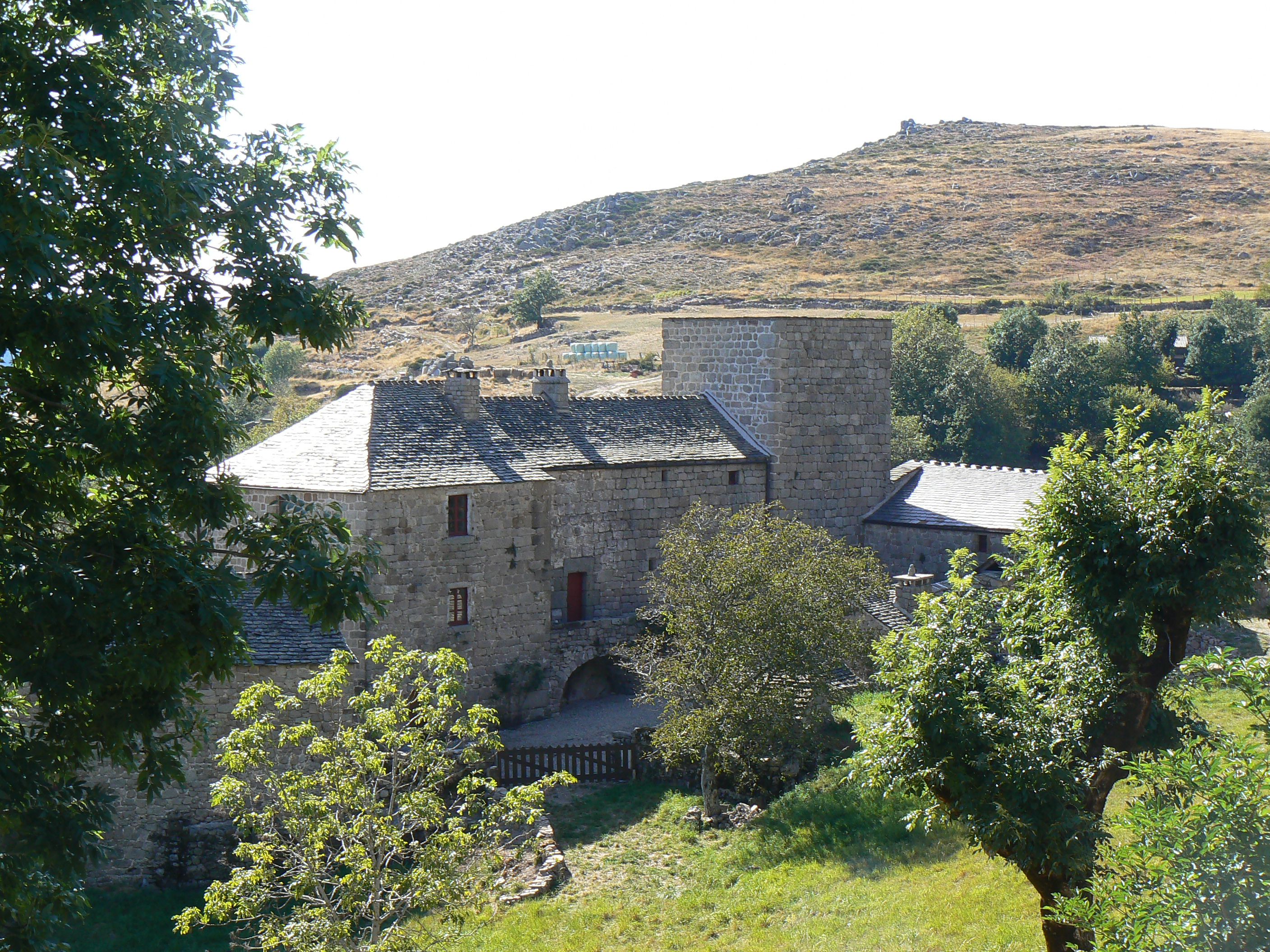
Slottet där Guillaume de Grimoard föddes, Château de Grizac.

## Påve (1362–1370)

### Val och tillträde
Romersk-katolska kyrkans kardinalerna samlades 1362 i Avignon för att välja en efterträdare till påve Innocentius VI, som avlidit i september samma år. På grund av faktionsstrider inom kardinalskollegiet var det svårt att välja någon av kardinalerna till ämbetet, och de Grimoard fördes fram som en kompromisskandidat. I valet betonades hans integritet, lärdom och förmåga att hantera praktiska frågor och diplomati.
De Grimoard var själv inte närvarande vid kardinalernas möte, utan anlände till Avignon 31 oktober 1362. Han antog påvenamnet Urban, eftersom han sade att alla påvar som burit detta namn hade varit helgon.
Valet av påve verkar ha uppskattats, och bland andra skalden Francesco Petrarca uttryckte sitt gillande.

### Verksamhet som påve
Redan 1362 gav Urban V ut bullan In coena Domini (även kallad ”Nattvardsbullan”) mot kättare. Urban verkade kraftfullt för korstågen. Han "gav korset" till kungarna av Danmark, Frankrike och Cypern, bistod Peter I av Cypern de Lusignan i kriget mot turkarna, och hade för en tid herraväldet över Alexandria. Han var en fransk patriot, vilket dock inverkade negativt på universalkyrkan. Han grundade universitetet i Krakow och universitetet i Wien, samt beskyddade flera universitet. Han godkände inrättandet av birgittinerorden, och helgonförklarade sin gudfar Elzéar av Sabran. 

### Försök till avslut av Avignonpåvedömet
I norra Italien huserade Bernabo Visconti med sina rövarskaror och hemsökte även påvens besittningar trots bannlysning och ett mot honom uppbådat "korståg". Den tyske kejsaren, Katarina av Siena och Petrarca tryckte på påven att göra slut på den förnedrande "fångenskapen i Avignon" och återvända till Rom. Eftersom oroligheterna och laglösheterna i Italien började lugna ner sig, mognade beslutet att verkligen återvända, och 1367 lämnade Urban Avignon och gjorde sitt högtidliga intåg i Rom. 
Kardinal Gil de Albornoz kunde lämna över hela Kyrkostaten åt honom, men denne avled senare samma år. Urban kunde därför inte längre känna sig trygg i Italien och såg sina intressen i Frankrike hotade. Han gav därför efter för övertalning av franska kardinalerna och begav sig 1370 i halv flykt åter till Avignon, trots böner från kyrkans välgörare och andra fromma personer, bland dem den heliga Birgitta, som varnade påven att om han återvände till Avignon skulle han snart dö. 

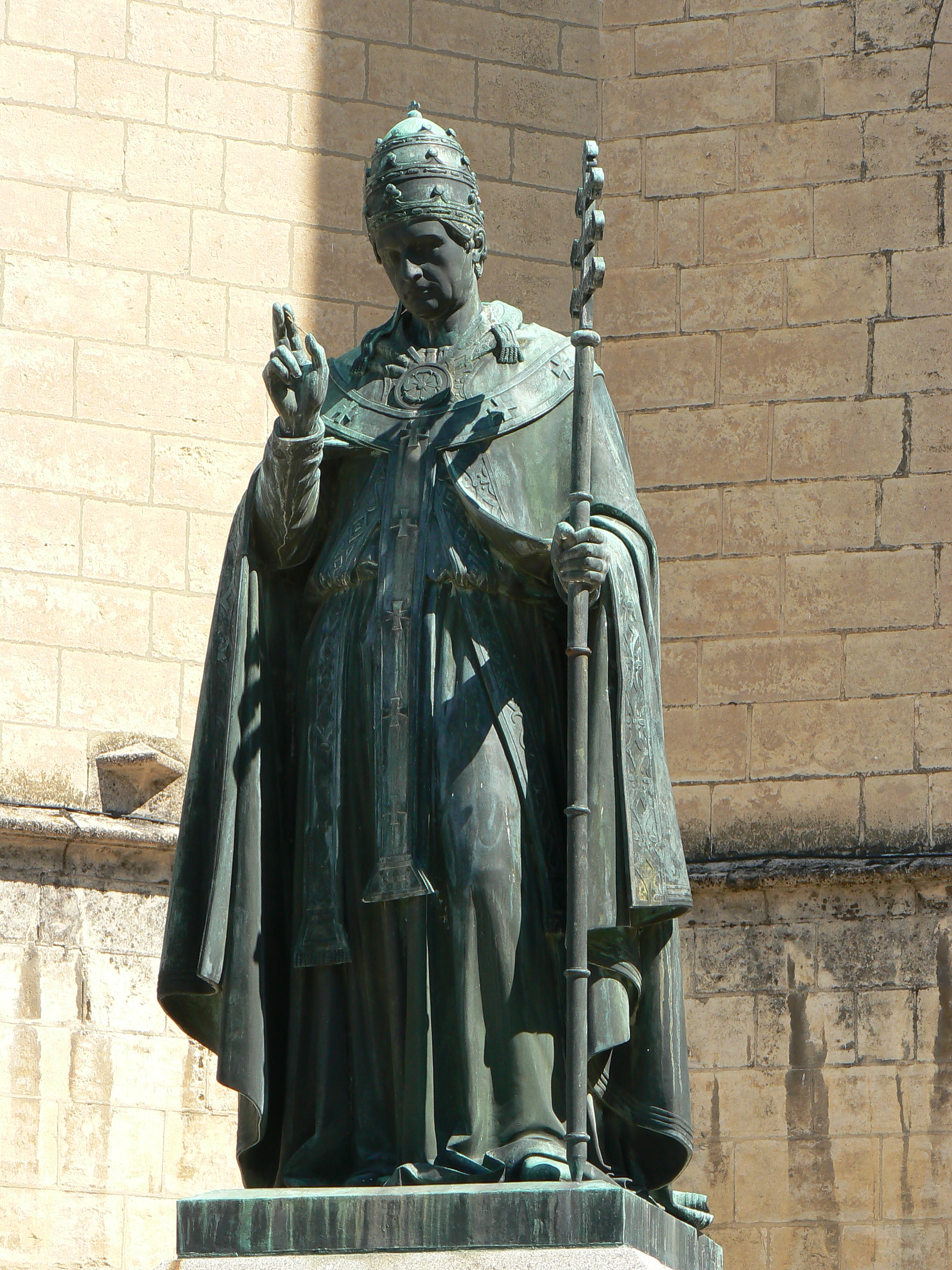
Staty som föreställer Urban, vid katedralen Saint-Privat.

I en bulla förklarade Urban att han lämnade Rom för att kunna verka för hela kyrkan. Påven levde inte länge efter sin återkomst till Avignon. Han begravdes först i Notre-Dame des Doms i Avignon, men flyttades sedan till klosterkyrkan St. Victor i Marseille, där det uppgavs att flera mirakler inträffade sedan påven kommit dit. Kung Valdemar Atterdag krävde att han skulle helgonförklaras, men detta skedde inte trots löften, på grund av tidernas oro.

### Fotnoter
1. 1 2 3 4 5 6 7  Webster, Douglas Raymund (1912). ”Pope Bl. Urban V” (på engelska). Catholic Encyclopedia (New York: Robert Appleton Company) Vol. 15. https://www.newadvent.org/cathen/15214a.htm.